# GeForce Now
GeForce Now (стилизованный под GeForce NOW) — бренд, используемый Nvidia для своего облачного игрового сервиса. Версия GeForce Now для Nvidia Shield, ранее известная как Nvidia Grid, была запущена в бета-версии в 2013 году, а официально Nvidia представила её 30 сентября 2015 года. Услуга подписки предоставляла пользователям неограниченный доступ к библиотеке игр, размещенных на серверах Nvidia в течение срока действия, которые доставлялись подписчикам через потоковое мультимедиа. Некоторые игры также были доступны по модели «Купи & Играй». Эта версия была прервана в 2019 году и перешла на новую версию сервиса, которая позволяла пользователям Shield играть в свои собственные игры.
В январе 2017 года Nvidia представила клиенты GeForce Now для компьютеров Windows и Macintosh, доступные в Северной Америке и Европе в качестве бесплатной бета-версии. Теперь GeForce Now позволяет пользователям получать доступ к виртуальному компьютеру, где они могут устанавливать свои существующие игры с платформ цифровой дистрибуции и играть в них удалённо. Как и в оригинальной версии для Shield, виртуальный рабочий стол также транслируется с серверов Nvidia. В 2019 году также был представлен клиент для Android.
Сервис вышел из бета-версии и был запущен для широкой публики 4 февраля 2020 года. Он доступен на устройствах Windows, macOS, Android, iOS, Shield TV и Chromebook. Поддержка GeForce для телевизоров LG под управлением WebOS станет доступна где-то в 2021 году. Технология, которая обеспечивает работу Geforce Now, была изобретена Франком Диардом и Сюн Вангом. Патент принадлежит Nvidia. GeForce Now будет доступна для потоковой передачи на Samsung Smart TV где-то в Q2 2022 года.
C 1 октября 2023 года сервис прекратил свою работу в России.

## Особенности
GeForce Now состоит из сети серверов, которые располагаются в центрах обработки данных в Северной Америке и Европе, и также обслуживают пользователей в этих регионах. На серверах размещается библиотека игр GeForce Now. 18 марта 2021 года Nvidia объявила, что в рамках партнерства с Pentanet они откроют центр обработки данных в Монреале, Канада, в дополнение к двум центрам обработки данных в Австралии. Серверы используют видеокарты Nvidia Tesla и могут транслировать игры с разрешением до 4K со скоростью 60 кадров в секунду или 1440p со скоростью 120 кадров в секунду. Nvidia рекомендовала разрешение 1080/60p для скорости Интернета 50 Мбит/с, но сервис также может осуществлять потоковую передачу с разрешением 720/60p при Интернет соединениях со скоростью 25 Мбит/с, 720/30p при соединениях со скоростью более 10 Мбит/с, а также использовать адаптивную трансляцию с битрейтом для изменения качества в зависимости от пропускной способности. Серверное оборудование со временем будет модернизировано, чтобы улучшить качество видео.

## Библиотека
Оригинальная библиотека GeForce Now на Shield содержала более 80 игр по состоянию на март 2016 года. На Game Developers Conference 2016 года Nvidia объявила о новых лицензионных соглашениях с Sega и Warner Bros. Interactive Entertainment. Большой объём библиотеки сервиса был доступен для потоковой передачи по подписке. Некоторые игры были доступны только по принципу «Купи & Играй», то есть пользователи должны были приобрести игру, чтобы получить к ней доступ. Например, если пользователь хочет поиграть в Fortnite на своём устройстве, для него это будет бесплатно, поскольку сама игра бесплатна, но чтобы поиграть в Cyberpunk 2077, пользователю потребуется войти в учетную запись Steam или Epic Games Store, которым принадлежит эта игра.
Nvidia была вовлечена в ряд споров о лицензионных правах, связанных с играми на сервисе, особенно в феврале и марте 2020 года, когда сервис перешёл от стадии бета-тестирования к полноценному выпуску. Activision Blizzard отозвала все свои игры из сервиса в феврале 2020 года, сославшись на «неправильно понятые» условия. Вскоре после этого Bethesda отозвала большинство своих игр. Разработчики The Long Dark заявили, что их игра была ненадлежащим образом размещена на сервисе без какого-либо лицензионного соглашения; Nvidia согласилась удалить и эту игру. В начале марта 2020 года 2K Games также отозвали свои продукты из сервиса.
В мае 2020 года Nvidia объявила, что они изменят свой подход, чтобы разработчики и издатели просили выбрать их игры для использования в библиотеке сервиса GeForce Now, начиная с июня 2020 года, хотя, предлагаемая этим компаниям услуга будет бесплатна. Вскоре после этого Valve сказала, что запускает бета-версию своего облачного игрового сервиса в Steam для своего магазина, которая будет интегрироваться с другими облачными игровыми сервисами, включая GeForce Now.
30 сентября 2021 года GeForce Now объявила, что игры Electronic Arts, включая франшизы Battlefield, Mirror’s Edge, Unravel и Dragon Age, теперь доступны для игры в облаке.
По состоянию на январь 2022 года GeForce Now поддерживает более 1500 игр.
В феврале 2023 года Microsoft объявила, что перенесёт свои игры для Xbox и ПК в облачный потоковый сервис Nvidia GeForce Now. Если предложение о приобретении Activision Blizzard компанией Microsoft будет одобрено, то игры Activision Blizzard также перейдут на сервис Nvidia.

## GeForce Now для компьютеров
На выставке Consumer Electronics Show в январе 2017 года Nvidia анонсировала версию GeForce Now для компьютеров Windows и Macintosh. В отличие от версии Nvidia Shield (которую Nvidia продвигала как подобную Netflix), это отдельное предложение, в котором пользователи могут покупать временное удалённое администрирование с доступом к системе Windows с графикой GeForce GTX. Пользователи могут устанавливать клиенты цифровой дистрибуции, такие как Steam, на удалённое администрирование, чтобы загружать и запускать купленные или бесплатные игры, как это было бы локально. Одна возможная структура ценообразования — за минуту игрового времени с использованием блоков сервисных кредитов; будут доступны два ценовых уровня с производительностью класса GTX 1060 и GTX 1080 соответственно. Nvidia сфокусировалась на пользователях, которые хотят играть в свои собственные купленные игры для компьютеров, имея несовместимые с ними девайсы, такие как ноутбуки и компьютеры с низкими возможностями. Такая структура ценообразования так и не была введена. Вместо этого Nvidia представила два способа пользования — Бесплатное и Для основателя — 4 февраля 2020 года, когда GeForce Now официально завершила свой бета-период.
18 марта 2021 года GeForce Now изменила способы использования сервиса на Бесплатное и Приоритетное. В дополнение к изменению способов пользования, GeForce Now также объявила, что любой, кто приобрел способ основателя 17 марта 2021 года или ранее, автоматически получит его навсегда. Его стоимость будет составлять $4,99 в месяц. 10 марта 2021 года Geforce Now добавила услугу подписки на RTX 3080, которая включает центры обработки данных, работающие на новейших видеокартах RTX 3080.
Nvidia объявила о запланированном бета-тестировании сервиса в марте 2017 года, но оно было молча отменено. В отчете о прибылях и убытках за май 2017 года генеральный директор Nvidia Дженсен Хуанг сообщил, что бета-версия будет проведена «когда-нибудь в ближайшее время», но что компании «ещё много лет не удастся найти правильный баланс между стоимостью и качеством обслуживания и распространённость виртуализации игровых ПК». В конце октября 2017 года Nvidia запустила бесплатную и открытую бета-версию сервиса, ограниченную платформой Macintosh, для англоязычных пользователей в Северной Америке и Европе. В январе 2018 года Nvidia добавила ПК к сервису GeForce Now, а 4 февраля 2020 года сервис был запущен для широкой публики с в целом положительными отзывами по сравнению с конкурирующим потоковым сервисом Stadia.